# Кизарамо
Кизарамо, или кидзаламо — язык народа вазарамо (зарамо) в Танзании. Принадлежит к восточной группе народности банту. Близок к суахили.
Количество носителей языка по состоянию на 1992 год составляло около 50 тыс. Находится под угрозой исчезновения.
Распространен в регионе Пвани, что на востоке страны.